# Locris jugalis
Locris jugalis är en insektsart som beskrevs av Jacobi 1921. Locris jugalis ingår i släktet Locris och familjen spottstritar. Inga underarter finns listade i Catalogue of Life.